# Estación Moquehuá
Estación Moquehuá es una estación de ferrocarril ubicada en la localidad de Moquehuá, el partido de Chivilcoy, Provincia de Buenos Aires, Argentina.

## Historia
Fue construida por la Compañía General de Ferrocarriles en la Provincia de Buenos Aires en 1908, como parte de la vía que llegó a Patricios en ese mismo año.
No presta servicios de pasajeros desde 1993.
- Datos: Q6432530